# Şehzade Abdullah
Şehzade Abdullah (Estambul, c. 1523 - c. 1526) fue un príncipe otomano (şehzade) y el hijo del sultán otomano Solimán el Magnífico.
Su madre era Hürrem Sultan. Nació en 1523, Falleció prematuramente en 1526, con 3 años de edad.